# شب اسفند (اسفندی)
آیین شب اسفند یا جشن اسفندی یکی از آیین‌هایی ست که در شب اسفند ماه در منطقه کاشان برگزار می‌شود، همچنان که در تقویم جلالی آمده‌است اسفندی ریشه‌هایی در آداب و رسوم کهن ایرانی مرتبط با خدایگان سپندارمذ دارد.
مناسک و باورهای مرتبط با جشن اسفندی غالباً از طریق مجموعه‌های گسترده‌ای از فولکلوریست برجستهٔ فارسی ابوالقاسم انجوی شیرازی از اواخر دهه ۱۹۶۰ شناخته شده‌است در زمانی که این آیین تقریباً دیگر رو به موت بود. اثر منتشره او در ادبیات عامه منطقه کاشان به‌طور گسترده‌ای پژواک یافت. اگرچه تعداد کمی گزارش مستقل نیز منتشر شده‌است با این وجود دانسته‌ها دربارهٔ جشن اسفندی در دوران کنونی بسیار اندک است.
عبدالرحیم کلانتر ضرابی که یک تک نگاری از کاشان در اواخر قرن نوزدهم منتشر کرده‌است تنها بدون ذکر نام به این جشن اشاره می‌کند، ظاهراً او فکر کرده که این آیین در سراسر ایران شناخته شده‌است با این وجود جای تعجب است که لغتنامه‌های فارسی انگلیسی در مورد اسفندی سکوت کرده‌اند.

## دامنه جغرافیایی
آیین اسفندی همواره در سراسر منطقه کاشان جشن گرفته شده‌است منطقه یی که شامل خود شهرستان کاشان و شمال آن آران و بیدگل، نوش آباد و جنوب گبرآباد، ازنوا، قمصر و جوشقان قالی و دورتر از آن میما در بزرگراه اصفهان- قم، جنوب غربی نیاسر، نسلج، مرق، برزوک و آزران و تا غرب آن فین و راوند و جوشقان استرک و دورتر سینقان در دره اردهال هم می‌شود.
در مناطق جنوبی نطنز، این آیین در نطنز، ریزا، خالد آباد برگزار شده‌است اما گزارشی از برگزاری آن در دره برزرود وجود ندارد.
خارج از کاشان برگزاری این آیین فقط در نزدیکی محلات واقع در غرب گزارش شده‌است، اگرچه نه بعنوان اسفندی به خودی خود بلکه بعنوان شب اسفند.
قابل توجه است که یک حوزه فرهنگی برای کاشان با آیین اسفندی قابل ترسیم است، آیینی که که در اصفهان که کاشان به آن وابستگی اداری دارد برگزار نشده‌است.

## تقویم
اسفندی در شب و روز اول اسفند (آخرین ماه تقویم سنتی خورشیدی جلالی) متناظر روز ۲۵ بهمن در تقویم رسمی فارسی برگزار می‌شده‌است.
این ناهمگونی از این حقیقت نشئت گرفته‌است که در کاشان یک سال خورشیدی از ۱۲ ماه ۳۰ روزه بعلاوه ۵ روز منفرد - که پنجه دزدیده نامیده شده – تشکیل می‌شود.
دوازدهمین ماه اسفند بنام محلی اسفند زراعتی یا اسفند رعیتی شناخته می‌شده که از اسفند سراسر کشور متمایز باشد، اسفندی حاکی از آن است که تقویم خورشیدی در منطقه کاشان برای اهداف کشاورزی و جشن و سرور حتی قبل از بکارگیری رسمی تقویم هجری شمسی در ۱۹۲۵ رایج بوده‌است، علاوه بر این تقویم سنتی که اسفندی با آن جشن گرفته می‌شده از مشخصه‌های حوزه کاشان (و نه محلات) است که این آیین در آن مشاهده شده‌است.
یک سردرگمی هرساله در محلات رخ می‌دهد که آیا باید اول اسفند مطابق تقویم ملی برگزار شود یا تقویم محلی کاشان (که این دو ۵ روز با هم تفاوت دارند)

## مناسک و اعتقادات
مناسک آیین اسفندی غالباً به غنای مناسک مرتبط با نوروز بوده‌اند، دست کم در برخی محله‌ها و تدارکات چندین روز زودتر و با نظافت مفصل بهاری (خانه تکانی)، بازدید از حمام عمومی و خرید لباس‌های نو آغاز می‌شده‌است، روستاییان برای تهیه خواربار لازم به کاشان سفر می‌کرده‌اند و آنجا در بازار مغازه دارها کالاهای خود را با دقت تزیین می‌کردند و مغازه‌های خود را چراغانی می‌کردند.

### هدیه دادن
تبادل هدایا نقش مهمی در آیین اسفندی داشت، دهقانان محصولات لبنی، تخم مرغ و سبزیجات برای صاحبخانه‌های خود می‌آوردند و در عوض برنج و روغن می‌گرفتند و کارگران از صاحبان صنایع قالی بافی و نساجی پارچه می‌گرفتند، کارآموزان حرفه‌های مختلف ودانش آموزان مکتب به معلمان خوداسفندی در انواع مختلف هدیه می‌کردند که در سیستم مدارس تحت حکومت پهلوی‌ها وجه نقد جایگزین آن شد.
خانوارها سینی مواد غذایی را برای کارگران عمومی مثل نگهبانان حمام‌های عمومی ارسال می‌کردند،
پدرها گهگاه و به مناسبت‌های مختلف به فرزندان خود هدیه یا پول یا اسفندی‌های دیگر می دادند، برخی فامیل‌ها به گورستان‌ها سر می‌زدند و آنجا پیشکش‌هایی می‌بردند.
زنانی که نامزد کرده بودند، در آخرین روز بهمن از هدایای مفصلی از خانواده نامزد خود دریافت می‌کردند که شامل میوه‌ها، آجیل، ماهی دودی، پارچه‌های نفیس، لباس، کفش زیور آلات، سکه‌های نقره یا طلا می‌باشد که به‌طور طبیعی بسته به ثروت خانواده دارای تنوع قابل توجهی می‌باشد.
اگر اسفند با عید قربان مصادف شود خانواده‌هایی که بضاعت بیشتری دارند علاوه بر هدایای دیگر، بره ای را با حنا رنگ کرده و آن را با هدایایی می‌آرایند، آینه ای را به پیشانی بره می‌بندند و به عروس تازه عقد کرده هدیه می‌دهند (انجوی جلد ۱ صفحه ۹۳) هدایا را در سینی‌های بزرگ می‌چیدند که با مخمل پوشانده می‌شد و با چراغی در وسط آن روشن می‌شد (خوانچه) که روی سر کارگران حمام (حمامی محل) یا آرایشگران حمل که رهگذران را فریب می‌دادند به خانه عروس برده می‌شد، در بعضی محلات زنانی از خویشاوندان عروس به دنبال آن دسته جمعی راه می‌رفتند، ودر مسیر می‌رقصیدند و قیه می‌کشیدند و یک آینه و یک منقل که اسپند درون آن می‌سوخت جلوی دسته حرکت می‌کرد و نوازندگان و آوازه خوانان و طبل زن‌ها مشایعت می‌کردند.
در برزوک و آران دسته راهپیمایی از ۱۱ مجمعه که توسط ۱۱ زن جوان حمل می‌شد تشکیل می‌شد در حالی که این سنت در جوشقان استرک شامل ۷ مجمعه پر از هدیه بود که به منزل نامزد زن فرستاده می‌شد،
وقتی به خانه نامزد می‌رسیدند دسته راهپیمایی با جشن و سرور و اسفند دود کردن پذیرایی می‌شوند، قبل از اینکه دسته مذکور اجازه یابند به داخل خانه وارد شوند یک تخم مرغ که قبلاً نظربندی شده‌است توسط یکی از افراد خانه عروس به سر در خانه پرتاب می‌شود، خوانچه سپس با هدایایی مثل لباس برای داماد فرستاده می‌شود.
در شب اسفند پخت‌وپز و ضیافت از مهمترین ابعاد اسبندی بودند، اعضای خانواده در خانه می‌ماندند، رفتن به دید و بازدید خویشاوندان نامیمون دانسته می‌شد، خانه را چراغانی می‌کردند و چراغ‌ها تا روز بعد روشن نگاه داشته می‌شدند، زنان تمام روز را با پخت و پز مشغول بودند، برنج غذای ضروری بحساب می‌آمد و آنقدر گران بود که فقرای کاشان فقط سه بار در سال می‌توانستند تهیه کنند به‌طور مشخص در شب عید فطر، شب عید نوروز و شب اسفند (کلانتر ضرابی صفحه ۲۴۸) نوع پلو بسته به فامیل و محل متنوع بود، رشته پلو رایج‌ترین بود ولی برنج با عدس و کشمش یا برنج ساده (چلو) نیز محبوب بود، برنج با ماهی دودی (ماهی تازه نادر بود) کوکو، خورش مثل قورمه سبزی (با گیاهان و سبزیجات، اسفناج، و خورش محلی که به آن ((نَتار)) می‌گفتند، در بعضی جاها مثل ازناوه و واران زنان آش اسفندی می‌پختند، املتی با گیاهان، سبزیجات، که می‌بایست یک هفته تمام جوش بیاید، آش رشته با رشته فرنگی در جاهای دیگر پخته می‌شد، با پنیر و ماست بعنوان غذای جانبی، در نیاسر غذاهای تخمیر شده (مایادار) مثل (ماست و پنیر)، حلوا، نان، گلاب و سرکه برای کامیابی خانواده سرو می‌شد. بعد از خوردن شام آجیل شب چره که شامل میوه مخصوصاً هندوانه، همراه با خشکبار و مغزها مصرف می‌شد تا از گزند موجودات موذی بخصوص عقرب‌های معروف کاشان در امان بمانند.

### سفره اسفندی
سفره یی پارچه ای بود که روی زمین پهن می‌کردند. در خالد آباد سفرهٔ هفت بیجا به آن می‌گفتند اما عموماً به آن سفره هفت سین می‌گفتند که در نوروز هم پهن می‌شود ، سنت اسبندی، خوردن هفت خوراکی که با حرف سین آغاز می‌شدند را برای در امان ماندن از عقرب‌ها اجباری می‌کرد.
در حالی که بنظر می‌رسد تلفیق هفت سین مدرن با سنت اسفندی معاصر باشد، هفت سینی که در کاشان گسترده می‌شده شامل دو مورد خاص خود بوده، یکی سنگک، که از غلات سفت و سخت و شبیه نخود فرنگی ست که برای مدت طولانی پخته می‌شده که قابل خوردن شود، و یک مورد سین ویژه دیگر، که در جوشقان قالی مرسوم بوده سکار است، شربتی ترش و شیرین، سفره گاهی شامل آب و آیینه و سبزیجات و تخم مرغ‌های رنگی بوده‌است، اعتقاد بر این بوده‌است که تخم مرع در اسفندی نباید خورده شود و باید در خانه نگاه داشته شود، نگاه داشتن تخم مرغ در دست و پول در جیب باعث رونق و کامروایی خانواده تا سال آینده می‌شده‌است. خانواده‌های عزادار رسم اسبندی را بجا نمی‌آوردند اگرچه برای آنکه اجاقشان روشن باشد زن مسنی از خویشاوندان خانه آنها را نظافت می‌کرد و غذای اسفندی می‌پخت و اولین روز اسفند بعنوان فرصتی برای خاتمه دادن به دوره سوگواری و پیوستن به شادی ارائه شده از سوی آداب و رسوم درنظر گرفته می‌شد.
کودکان به‌طور خاص از اسفندی لذت می‌بردند، و مشغول بازی‌ها و سرگرمی‌های مختلف می‌شدند، و آوازهایی می‌خواندند یکی از آنها که در حوزه کاشان متداول بود: " امشب شب اسفنده، زاییدن گوسفنده " زاییدن گوسفنده نارنج طرف فینه \جوزقند چه شیرینه "
در گبرآباد و آذران رسم trick-or-treating یک جشن معمول کودکانه بوده‌است اگرچه بدون لباس مخصوصی اجرا می‌شده‌است، در ازناوه کودکی آیین ((انگنه بریدن)) را اجرا می‌کرده در حالی که در دستش چاقویی می‌گرفته و دور خانه می‌گشته انگار که حشراتی مثل ساس، کک، شپش و مورچه را می‌کشد، و در همان حال می‌خوانده ساس می‌کشم، کک می‌کشم و … و بقیه حاضران هم تکرار می‌کردند (idem, pp. 100 f.)

### اولین روز اسفند
در این روز یک سلسله دیدارهایی با خویشاوندان و وابستگان اتفاق می‌افتاد، نامزد برای شام دعوت می‌شد و خویشاوندان مؤنث نامزد خبر می‌شدند تا هدایایی که او گرفته را بیایند و ببینند، در نراق زوج‌هایی که عقد بسته بودند برای روشن کردن شمع به درختان که مقدس می‌رفتند، در روستاها کارگر حمام و آرایشگر برای هدیه بگیرند با صاحب زمین یا کدخدا تماس می‌گرفتند، آیینی بنام بهمنی یا اسفندی در نیاسر.
بسیاری از فامیل‌ها آش می‌پختند و ظرف آش برای هم می‌بردند، آش هفت سین، آش سینقان، آش اسفندی در جاسب (Enjavi, I, pp. 44, 86, 97, 103 f.)
باور بر این بود که بادی که در اولین روز اسفند می‌وزد، درختان را آبستن می‌کند (idem, p. 101) و اعتقاد بر این است که پیوند زدن شاخه‌های درخت میوه بخصوص اگر توسط یک زن حامله انجام شود آنها را بارورتر می‌کند. مراسمی در آذران با یک پاسخ فراخوان ملودیک به گویش محلی راجی گزارش شده‌است.

### تفاوت‌ها
دره جاسب آداب و رسوم خاص تری داشته، در شب اسفند بچه‌ها دسته‌هایی از علفهای تختخواب یا کرفس وحشی را می آوردند و آنها رادر بالای ورودی خانه‌های خود و همچنین روی کرسی می‌بستند، باور بر این بود که این گیاهان را اسب اسفندیار که ظاهراً شبانه به خانه‌ها سرکشی می‌کرد می‌خورد. به همین دلیل بچه‌ها ساقه‌های جو را روی قفل درب‌ها قرار می‌دادند .(Enjavi, I, pp. 43 f. , 46 f. ; from Harāzjān, and Maḥallāt villages)
مجموعه ای از آداب و رسوم زنانه جالب توجه در واران، روستایی در منطقه محلات، مشاهده شده‌است، در نخستین روز اسفند زنی که به تازگی ازدواج کرده بود به جشن زنانه یی که در اتاق رختکن حمام عمومی برگزار می‌شد می رفته‌است تا توسط مادر شوهر خود تاجگذاری شود، زنان و دختران به خانه برادران خود می‌رفتند و شب را آنجا می‌ماندند، دوره اول اسفند تا نوروز ماه تعطیلی بحساب می‌آمد بخصوص برای زنان و دوشیزگانی که به کوچه ای بنام ماروا (فال نیکو) می‌رفتند که آنجا هیچ مردی اجازه ورود نداشت، و همه روز را آنجا به بازی و رقص می‌گذراندند، این رسم در صورتی که آب و هوا اجازه می‌داد هر روز تکرار می‌شد.

### اعتقادات مرتبط با اسفندی
دور نگاه داشتن موجودات موذی در پشت چندین رسم اسفندی نهفته‌است: خوردن غذاها و خوردنی‌های خاص، خواندن اشعار آهنگین خاص، انجام تشریفات و آداب و سنن خاص، و همچنان اجتناب از انجام امور خاص مثل جارو زدن خانه در اولین روز اسفند به این دلیل که حشرات و خزندگان خانه را تصرف می‌کنند. (Enjavi, I, pp. 89, 91)
زن و باروری در این مناسک کلیدی بوده‌اند، اعتقاد بر این بوده که بادی در اول اسفند می‌وزد تا درختان را بارور کند، (idem, p. 101) در کروگان، روستایی در حوالی جاسب، برای یک زن مطلوب بود که دختر بزاید و پسر زاییدن ناامید کننده بود، (idem, p. 45)
افسانه بابازال پیر که در شب اسفند گفته شده بر درون مایه یک همسر تنها متمرکز است. هر سال در شب اسفند، همسر بابازال غذای می‌پزد و منتظر همسرش می‌ماند با این وجود در رزمان آمدنش به خواب می‌رود، بابا زال غذاها را می‌خورد و غیبش می‌زند؛ تا اسفندی بعد دوباره ظاهر شود، باور بر این بود که اگر همسرش او را ببیند دنیا به پایان می‌رسد (idem, p. 92)
ثروت و رفاه با خوردن آجیل (مغزها و میوه‌های مختلف) فراخوانده می‌شد، تخم مرغ نماد ثروت بود و در خانه نگهداری می‌شد و شامگاهان در دست گرفته می‌شد، نگهداشتن پول در جیب شخصی همچنین بمعنای رونق سال آینده بود، باور بر این بود که بابا زال وقتی از خانه‌ها بازدید می‌کرد ثروتمندان را بر فقرا ترجیح می‌داد. (idem, pp. 87, 92) اعتقاد بر این بود که او برای خوشحالی اعضای خانواده دعا می‌کرد که سال آینده برایشان سخاوتمندانه و مهربانانه باشد. سخت کار کردن در اولین روز اسفند متداول بود بخصوص در میان ریسندگا ن و بافندگان زن که اعتقاد داشتند کار روز اول سرعت همه سال آینده را تنظیم می‌کند، حکایت‌های عامیانه یی در جاسب در مورد اسفندیار گفته شده از جمله اینکه در مورد او اعتقاد بر این بوده که علیه کردارهای برادرانش اهمن و بهمن که باعث یخبندان شده‌اند اقدام خواهد کرد. (idem, pp. 46 f.)این دو شخصیت‌هایی که با سایر جشن‌های زمستان در نقاط مرکزی ایران هم پیوند هستند، معتقدات مختلف دیگری وجود داشته از جمله آنهایی که مربوط به سداب وحشی و گربه‌ها و پلنگ‌ها می‌شده‌است.
افسانه کرد در جوشقان قالی از افسانه شاهنامه برگرفته شده‌است که به نژادشناسی اقوام کرد اشاره دارد،
see Šāh-nāma, ed. Ḵāleqi, I, pp. 56-57, ll. 29-37))

### ریشه‌های اسفندی
جشن اسفندی توجه پژوهشگران را در مطالعات جشن‌های ایرانی جلب کرده‌است، اسفندی به جشن سپندارمذ شباهت دارد، نه فقط در رعایت شخصیت‌ها مثل هدیه دادن به زنان و حمله به موجودات مضر، بلکه در خیلی از جزئیات دیگر، همانگونه که توسط ابوریحان بیرونی در حدود هزار سال قبل از میلاد مربوط می شودو زرتشتیان در سده‌های بعد از آن عمل می‌کردند.
واژه اسفندی ممکن است صورت کوتاه شده سپندارمذگان باشد نام روز جشن اسپندارمذ که در همزمانی روز و ماه اختصاص داده شده به این خدای زرتشت برگزار می‌شده‌است، که پنجمین روز دوازدهمین ماه است.
در فصل مربوط به ماه سپندارمذ بیرونی می‌گوید: در روز پنجم یا سپندارمذ روز ضیافتی بخاطر هویت نام‌های ماه و روز برگزار می‌شود. سپندارمذ مسئول مراقبت از زمین و زن خوب، پاک و نیکوکاری ست که همسرش را دوست دارد، در زمان‌های گذشته این یک جشن ویژه زنان بود که مردان به آنها هدایای زیاد می‌دادند، این رسم هنوز در اصفهان، ری و دیگر مناطق پهله رونق دارد. در فارسی مزدگیران نامیده می‌شود، در این روز عامه مردم کشمش آفتابی و هسته انار می خورند با این اعتقاد که پادزهری در برابر نیش عقرب هاست، (Biruni, Āṯār, p. 229; cf. tr. p. 216)
بیرونی در ادامه به توصیف آماده‌سازی طلسم برای دفع خزندگان از خانه می‌پردازد، نسخه‌های کوتاهتر سنت دریافت هدیه زنان در جشن سپندازمذ در آثار دیگر بیرونی (Qānun I, p. 266; Tafhim, p. 260) همانند گردیزی به چشم می‌خورد. روایت زرتشتی از شاپور کامدین بتاریخ ۱۵۵۸، اسفند روز اسفند ماه را روز برگزاری جشن برزگران (اسفند رعیتی/ زراعتی در کاشان) تعیین می‌کند که شامل رنگ کردن خروس، گاو و گوسفند (به عرف معمول اسفندی مبنی بر رنگ آمیزی و تزیین گوسفند و ارسال آن به منزل نامزد فرد) و تدخین خانه با سوزاندن سداب وحشی ست، درمیان چیزهای دیگر، به‌طوری که سم موجودات موذی در طول سال کشنده نخواهد بود و آنها هلاک می‌شوند. (apud Dārāb Hormazdyār, pp. 526-27; tr. , pp. 341-42)) همان مقام نوشتن افسون را به زبان پهلوی توصیه می‌کند با این عبارت اصلی که «بستم زبان شیطان را از همه موجودات موذی و اهریمنان»
(bastom zafar [ī] hamāg xrafstarān ud dēwān ud drōjān; Dārāb Hormazdyār, p. 526))این شعر فارسی شده با شعر آهنگینی که شب اسفند در قمصر خوانده می‌شود به خوبی مطابقت دارد: ((بستیم زبان مار و عقرب)) Enjavi, I, p. 92))
پژوهش‌های میدانی مری بوویس نشان می‌دهد که جامعه زرتشتیان یزد این آیین را تا دهه‌های آغازین قرن بیستم حفظ کرده‌اند، این جشن تا آن زمان به یک جشن ده روزه تمدید شده بود که ۵ روز اول ماه اسفند اسپند بزرگتر آرامی Sven-i mas و ۵ روز آخر ماه قبل آن بهمن اسپند کوچکتر آرامی “the Lesser Spand[ārmad],” را تشکیل می داد. این اصطلاحات مختص به گویش زرتشتی یزد و کرمان است (ر.ک. به گویش بهدینان، سروشیان، ص ۱۰۴) بوویس حدس می‌زند که این تمدید جشن به ده روز از یک سردرگمی آغازین در بین جامعه زرتشتی در نتیجه اصلاحات تقویم رسمی در طول تاریخ نشئت می‌گیرد.
(Boyce, 1970, pp. 535-36; idem, 1977, p. 201)
این مطلب نه تنها به توضیح اینکه چرا اسبندی توسط جامعه مسلمان کاشان بجای اینکه پنجم اسفند جشن گرفته شود در اول اسفند گرامی داشته شده کمک می‌کند بلکه همچنان که در بالا توصیف شد، تشریح می‌کند که چرا جشن ده روزه زرتشتی با ادامه یافتن اسبندی تا نوروز در واران به‌خوبی تطابق دارد. علاوه بر این رسم زرتشتی بازدید دخمه‌ها در طی Sven-i kasōg در تطابق با سر زدن به قبرستان‌ها در شب اسفند در منطقه کاشان است. وجود همه اینها حکایت از یک زیر لایه نسبتاً تازه زردشتی در جامعه کاشان دارد، این ادعا با وجود چهره‌های اساطیری مانند بابازال، اسفندیار، اهمن و بهمن در باورهای مرتبط با اسفندی تقویت می‌شود. اسبندی کاشان مشخصه‌های جشن اصلی را حتی به‌طور کاملتری از آنچه که برای زرتشتیان توسط بیرونی، کام دین شاپور، بوویس و سروشیان گزارش شده را حفظ کرده‌است، اسپندی نه تنها با ستایش زنان آیین اسپندارمذ را رعایت می‌کند بلکه حضور وی در روی زمین در آداب و رسوم اسبندی مثل هدیه دادن به دهقانان، دفع خزندگان و حشرات، جادوی باغ و نظافت بهارانه بازتاب می‌یابد ارتباط ریشه لغوی سپندارمذ به اسپند(گیاه وحشی)گوسفند و اسفندیار که همه اینها در اسپندی نقشی دارند قابل تعمیم است، در نهایت اسفندی به‌صورت جالب توجهی باروز ولنتاین که هر دوی آنها ۱۴ فوریه قرار می‌گیرند مشابهت دارد اگرچه این عینیت کاملاً تصادفی ست.